# Palaeorhiza pernigra
Palaeorhiza pernigra is een vliesvleugelig insect uit de familie Colletidae. De wetenschappelijke naam van de soort is voor het eerst geldig gepubliceerd in 1978 door Hirashima.